# Sowjetischer Fußballpokal 1948
Der Sowjetische Fußballpokal 1948 war die neunte Austragung des sowjetischen Pokalwettbewerbs der Männer. Alle Spiele wurden in Moskau ausgetragen. Teilnehmer waren die 14 Erstligisten und die sechs Zonensieger.
Pokalsieger wurde ZDKA Moskau. Das Team setzte sich im Finale gegen Titelverteidiger Spartak Moskau durch.

## 1. Runde
| Datum      |                  | Ergebnis  |                           |
| ---------- | ---------------- | --------- | ------------------------- |
| 25.09.1948 | Dynamo Kiew      | 2:1 n. V. | Dinamo Jerewan            |
| 26.09.1948 | Zenit Leningrad  | 0:0 n. V. | Dynamo Kasan              |
| 27.09.1948 | Dynamo Leningrad | 2:1       | Krylja Sowetow Kuibyschew |
| 27.09.1948 | Torpedo Moskau   | 5:1       | Torpedo Stalingrad        |

### Wiederholungsspiel
| Datum      |                 | Ergebnis |              |
| ---------- | --------------- | -------- | ------------ |
| 27.09.1948 | Zenit Leningrad | 4:1      | Dynamo Kasan |

## Achtelfinale
| Datum      |                       | Ergebnis |                           |
| ---------- | --------------------- | -------- | ------------------------- |
| 28.09.1948 | Krylja Sowetow Moskau | 0:1      | Lokomotive Charkow        |
| 29.09.1948 | Dynamo Moskau         | 3:0      | DO Taschkent              |
| 30.09.1948 | ZDKA Moskau           | 3:0      | Dinamo Minsk              |
| 01.10.1948 | Torpedo Moskau        | 3:1      | Zenit Leningrad           |
| 02.10.1948 | Dynamo Kiew           | 2:1      | Dynamo Leningrad          |
| 02.10.1948 | Spartak Moskau        | 3:0      | Dserschinez Tscheljabinsk |
| 03.10.1948 | Lokomotive Moskau     | 0:1      | Dinamo Tiflis             |
| 03.10.1948 | WWS Moskau            | 2:1      | Metallurg Moskau          |

## Viertelfinale
| Datum      |                | Ergebnis |                    |
| ---------- | -------------- | -------- | ------------------ |
| 04.10.1948 | Dynamo Moskau  | 7:1      | Lokomotive Charkow |
| 07.10.1948 | Spartak Moskau | 1:0      | Dynamo Kiew        |
| 08.10.1948 | WWS Moskau     | 1:2      | Dinamo Tiflis      |
| 12.10.1948 | ZDKA Moskau    | 3:1      | Torpedo Moskau     |

## Halbfinale
| Datum      |                | Ergebnis  |               |
| ---------- | -------------- | --------- | ------------- |
| 15.10.1948 | Spartak Moskau | 1:0       | Dinamo Tiflis |
| 17.10.1948 | ZDKA Moskau    | 0:0 n. V. | Dynamo Moskau |

### Wiederholungsspiel
| Datum      |             | Ergebnis |               |
| ---------- | ----------- | -------- | ------------- |
| 18.10.1948 | ZDKA Moskau | 1:0      | Dynamo Moskau |

## Finale
| Paarung        | ZDKA Moskau – Spartak Moskau |
| Ergebnis       | 3:0 (2:0) |
| Datum          | 24. Oktober 1948 |
| Stadion        | Dynamo-Stadion, Moskau |
| Zuschauer      | 75.000 |
| Schiedsrichter | Nikolai Latyschew |
| Tore           | 1:0 Wjatscheslaw Solowjow (20.) 2:0 Wjatscheslaw Solowjow (51.) 3:0 Walentin Nikolajew (71.) |
| ZDKA Moskau    | Wladimir Nikanorow – Wiktor Tschistochwalow, Iwan Kotschetkow – Juri Nyrkow, Anatoli Baschaschkin, Alexei Bodjalin – Wjatscheslaw Solowjow, Walentin Nikolajew, Grigori Fedotow , Wsewolod Bobrow, Wladimir Djomin Cheftrainer: Boris Arkadjew       |
| Spartak Moskau | Alexei Leontjew – Jewgeni Kuleschow, Anatoli Seglin – Wassili Sokolow , Oleg Timakow, Konstantin Rjasantsew – Iwan Konow, Alexei Paramonow, Boris Tschutschlow, Boris Sokolow (46. Boris Smyslow), Sergei Salnikow Cheftrainer: Konstantin Kwaschnin |